# Farolillo rojo
Se denomina Farolillo rojo (en francés, Lanterne Rouge) al ciclista que ocupa la última posición al finalizar el Tour de Francia. La frase parece tener su origen en las luces rojas que suelen encontrarse en el último vagón de los trenes. Por extensión, actualmente se denomina "farolillo rojo" al que ocupa la última posición en cualquier otro tipo de competición.

## Farolillos rojos del Tour de Francia
| - 1903 Arsène Millocheau - 1904 Antoine Deflotrière - 1905 Clovis Lacroix - 1906 Georges Bronchard - 1907 Albert Chartier - 1908 Henri Anthoine - 1909 Georges Devilly - 1910 Constant Collet - 1911 Lucien Roquebert - 1912 Maurice Lartigue - 1913 Henri Alavoine - 1914 Henri Leclercq - 1915-1918 - no hubo Tour a causa de la Primera Guerra Mundial - 1919 Jules Nempon - 1920 Charles Raboisson - 1921 Henri Catelan - 1922 Daniel Masson - 1923 Daniel Masson - 1924 Victor Lafosse - 1925 Fernand Besnier - 1926 André Drobecq - 1927 Jacques Pfister - 1928 Edouard Persin - 1929 André Léger - 1930 Marcel Ilpide - 1931 Richard Lamb - 1932 Rudolf Risch - 1933 Ernest Neuhard - 1934 Antonio Folco - 1935 Willi Kutschbach - 1936 Aldo Bertocco - 1937 Aloyse Klensch - 1938 Janus Hellemons - 1939 Armand Le Moal - 1940-1946 - no hubo Tour a causa de la Segunda Guerra Mundial - 1947 Pietro Tarchini - 1948 Vitorio Seghezzi | - 1949 Guido De Santi - 1950 Fritz Zbinden - 1951 Abdel-Kader Zaaf - 1952 Henri Paret - 1953 Claude Rouer - 1954 Marcel Dierkens - 1955 Tony Hoar - 1956 Roger Chaussabel - 1957 Guy Million - 1958 Walter Favre - 1959 Louis Bisiliat - 1960 Herrero Berrendero - 1961 André Geneste - 1962 Augusto Marcaletti - 1963 Willy Derboven - 1964 Anatole Novak - 1965 Joseph Groussard - 1966 Paolo Manucci - 1967 Jean-Pierre Genet - 1968 John Clarey - 1969 André Wilhelm - 1970 Frits Hoogerheide - 1971 Georges Chappe - 1972 Alain Bellouis - 1973 Jacques-André Hochart - 1974 Lorenzo Alaimo - 1975 Jacques Boulas - 1976 Aad van den Hoek - 1977 Roger Loysch - 1978 Philippe Tesnière - 1979 Gerhard Schönbacher - 1980 Gerhard Schönbacher - 1981 Faustino Cuelli - 1982 Werner Devos - 1983 Marcel Laurens - 1984 Gilbert Glaus - 1985 Manrico Ronchiato - 1986 Ennio Salvador - 1987 Mathieu Hermans | - 1988 Dirk Wayenberg - 1989 Mathieu Hermans - 1990 Rodolfo Massi - 1991 Rob Harmeling - 1992 Fernando Quevedo - 1993 Edwig Van Hooydonck - 1994 John Talen - 1995 Bruno Cornillet - 1996 Jean-Luc Masdupuy - 1997 Philippe Gaumont - 1998 Damien Nazon - 1999 Jacky Durand - 2000 Olivier Perraudeau - 2001 Jimmy Casper - 2002 Igor Flores - 2003 Hans De Clercq - 2004 Jimmy Casper - 2005 Iker Flores - 2006 Wim Vansevenant - 2007 Wim Vansevenant - 2008 Wim Vansevenant - 2009 Yauheni Hutarovich - 2010 Adriano Malori - 2011 Fabio Sabatini - 2012 Jimmy Engoulvent - 2013 Svein Tuft - 2014 Cheng Ji - 2015 Sébastien Chavanel - 2016 Sam Bennett - 2017 Luke Rowe - 2018 Lawson Craddock - 2019 Sebastian Langeveld - 2020 Roger Kluge - 2021 Tim Declercq - 2022 Caleb Ewan - 2023 Michael Mørkøv - 2024 Mark Cavendish - 2025 Simone Consonni |